# Напівгрупа

Кубічна ґратка алгебричних структур
від магми до групи.

Напівгрупа — алгебрична структура в абстрактній алгебрі з непорожньої множини та асоціативної бінарної операції (тобто, асоціативна магма).
Відрізняється від групи тим, що для елементів множини може не існувати оберненого елемента і навіть може не існувати нейтрального елемента (одиниці).
Моноїд — напівгрупа з нейтральним елементом. Довільну напівгрупу можна перетворити в моноїд, добавивши до неї деякий елемент e і визначивши es = se = s для всіх елементів моноїда.

## Гомоморфізм напівгруп
- Гомоморфізм між двома напівгрупами {\displaystyle (S,\ast )} та {\displaystyle (S^{\,\prime },\bullet )} є функція {\displaystyle f:S\rightarrow S^{\prime }} така, що

{\displaystyle \forall x,y\in S:f(x\ast y)=f(x)\bullet f(y)}.
- Якщо функція {\displaystyle \ f} бієктивна, то це ізоморфізм напівгруп.

## Структура напівгрупи
Якщо {\displaystyle A,B\subset S}, то позначають {\displaystyle AB=\{ab:\;a\in A,b\in B\}}
- Підмножина A напівгрупи S називається під-напівгрупою, якщо вона замкнута відносно групової операції. Тобто AA ⊆ A. Перетином під-напівгруп в S є під-напівгрупа в S.

- Якщо підмножина A непорожня та AS (SA) ⊆  A, то A називають правим (лівим) ідеалом. Якщо A є одночасно лівим і правим ідеалом, то його називають двохстороннім ідеалом, чи просто ідеалом.

- Перетином під-напівгруп( чи ідеалів) є під-напівгрупа (чи ідеал); з чого слідує, що напівгрупа або має мінімальну під-напівгрупу (чи ідеал) або не має їх зовсім.

- Якщо в комутативній напівгрупі є найменший ідеал, то він є групою.

Прикладом напівгрупи без найменшого ідеала є натуральні числа з операцією додавання.

## Приклади
- Натуральні числа {\displaystyle \ \mathbb {N} } з операцією додавання є напівгрупою.
- Натуральні числа {\displaystyle \ \mathbb {N} } з операцією множення є напівгрупою.
- Цілі числа {\displaystyle \ \mathbb {Z} } з операцією множення є моноїдом.
- Ідеал кільця є напівгрупою відносно множення.
- Множина квадратних матриць розміру n з операцією множення є моноїдом.